# 52e corps (Empire allemand)
Pour les articles homonymes, voir 52e corps et Armée du Danube (homonymie).

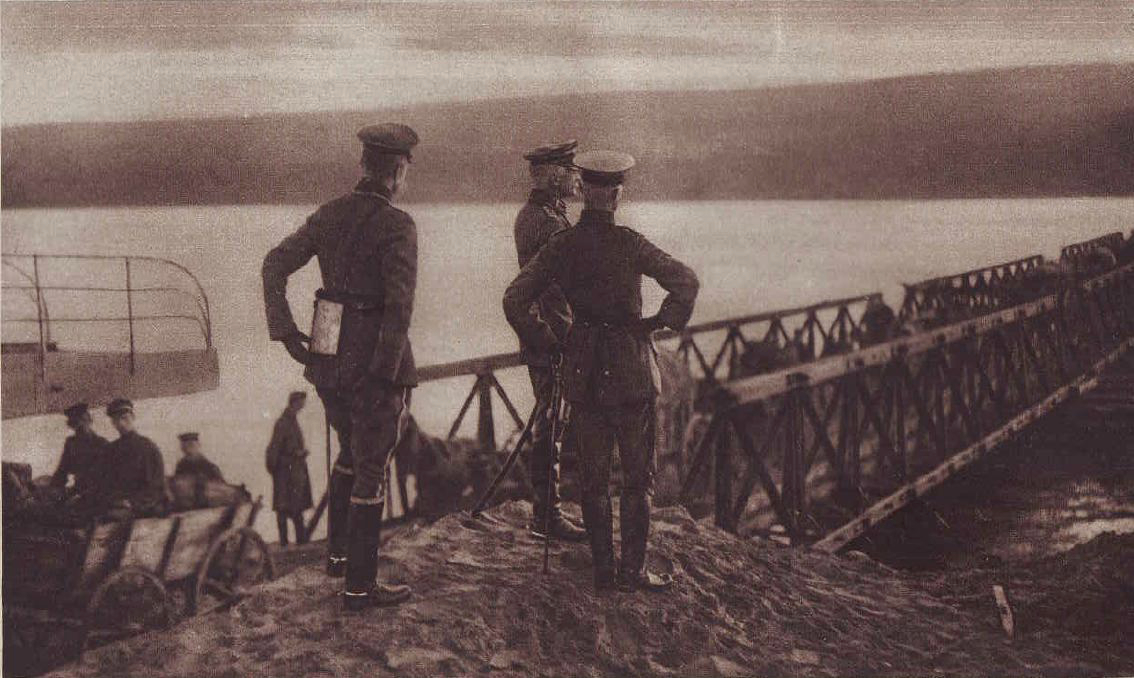
Franchissement du Danube par l'armée allemande à Svichtov, novembre 1916.

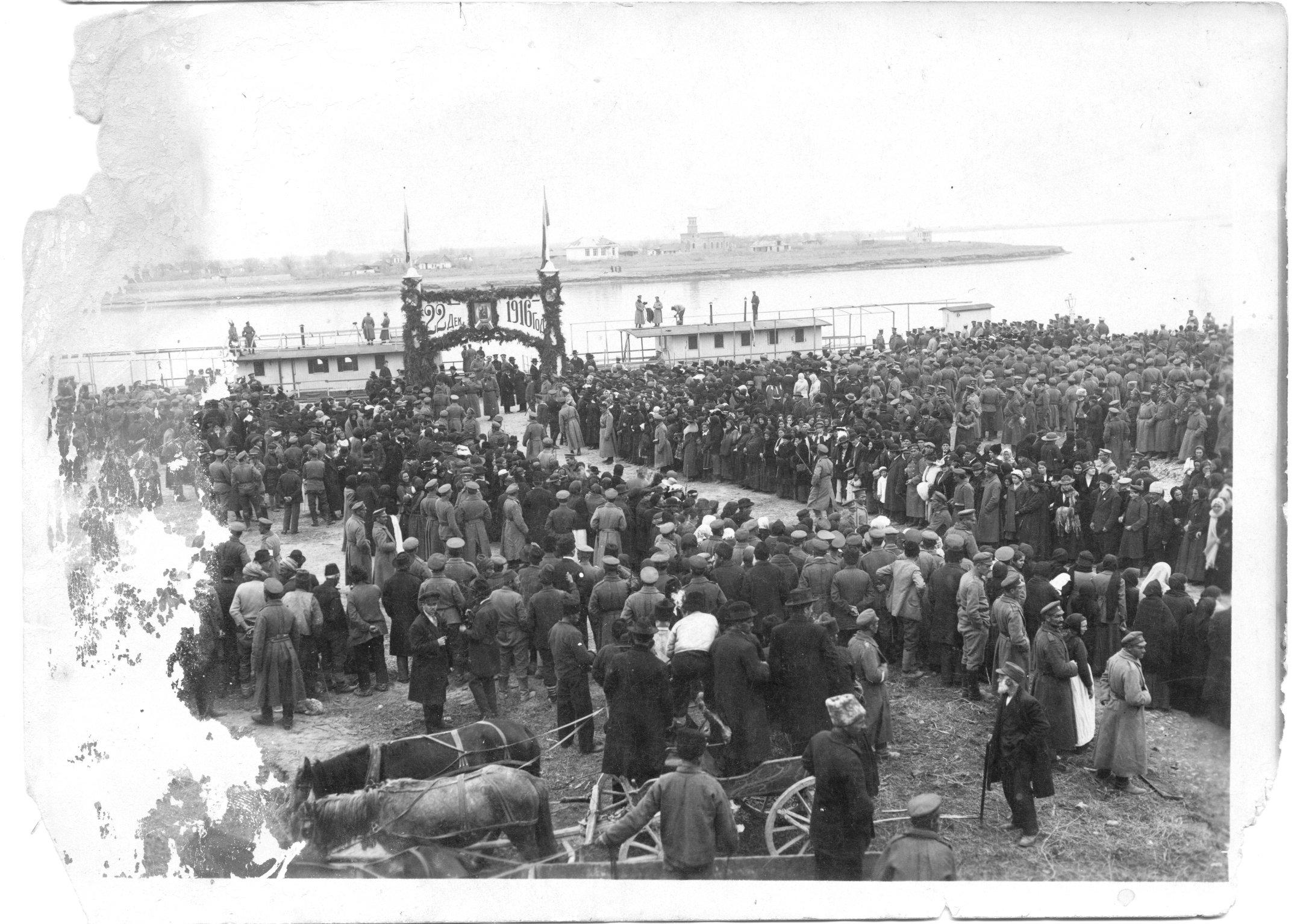
Armée bulgare franchissant le Danube à Tulcea, 22 décembre 1916.

Le 52e corps z.b.V. est une grande unité (corps d'armée) de l'armée impériale allemande pendant la Première Guerre mondiale. Créé le 28 août 1916 sur le front roumain, il est rebaptisé Armée du Danube (Donau-Armee) et intègre des unités des armées bulgare, austro-hongroise et ottomane. Après l'Armistice de Focșani qui met fin aux hostilités en Roumanie, il reprend son nom d'origine et sert comme force d'occupation en Ukraine et Crimée. En 1919, il fait mouvement vers les pays baltes pour prendre part à la guerre civile russe. Pendant toute son existence, il n'a qu'un seul commandant, le General der Infanterie Robert Kosch.

## Historique
Lors de l'entrée de la Roumanie dans la Première Guerre mondiale, le corps est créé le 28 août 1916 comme 52e corps z.b.V. (en allemand : Generalkommandos zur besonderen Verwendung, commandement général pour affectation spéciale).
Rattaché au groupe d'armées von Mackensen en Bulgarie, sur la rive sud du Danube, il participe à l'invasion de la Roumanie en liaison avec la 3e armée bulgare (en) (général Stefan Toshev). Les 23 et 24 novembre 1916, avec l'aide de pionniers austro-hongrois, le 52e corps, rebaptisé armée du Danube, traverse le Danube à Svichtov et forme une tête de pont autour de Zimnicea, au sud-ouest de Bucarest. Il comprend alors les unités suivantes :
- 217e division d'infanterie allemande (Kurt von Gallwitz-Dreyling)
- Division de cavalerie combinée germano-austro-hongroise (Hans von der Goltz)
- 1re et 12e divisions bulgares
- 26e division ottomane (en réserve), détachée du VIe corps ottoman qui opère en Dobroudja

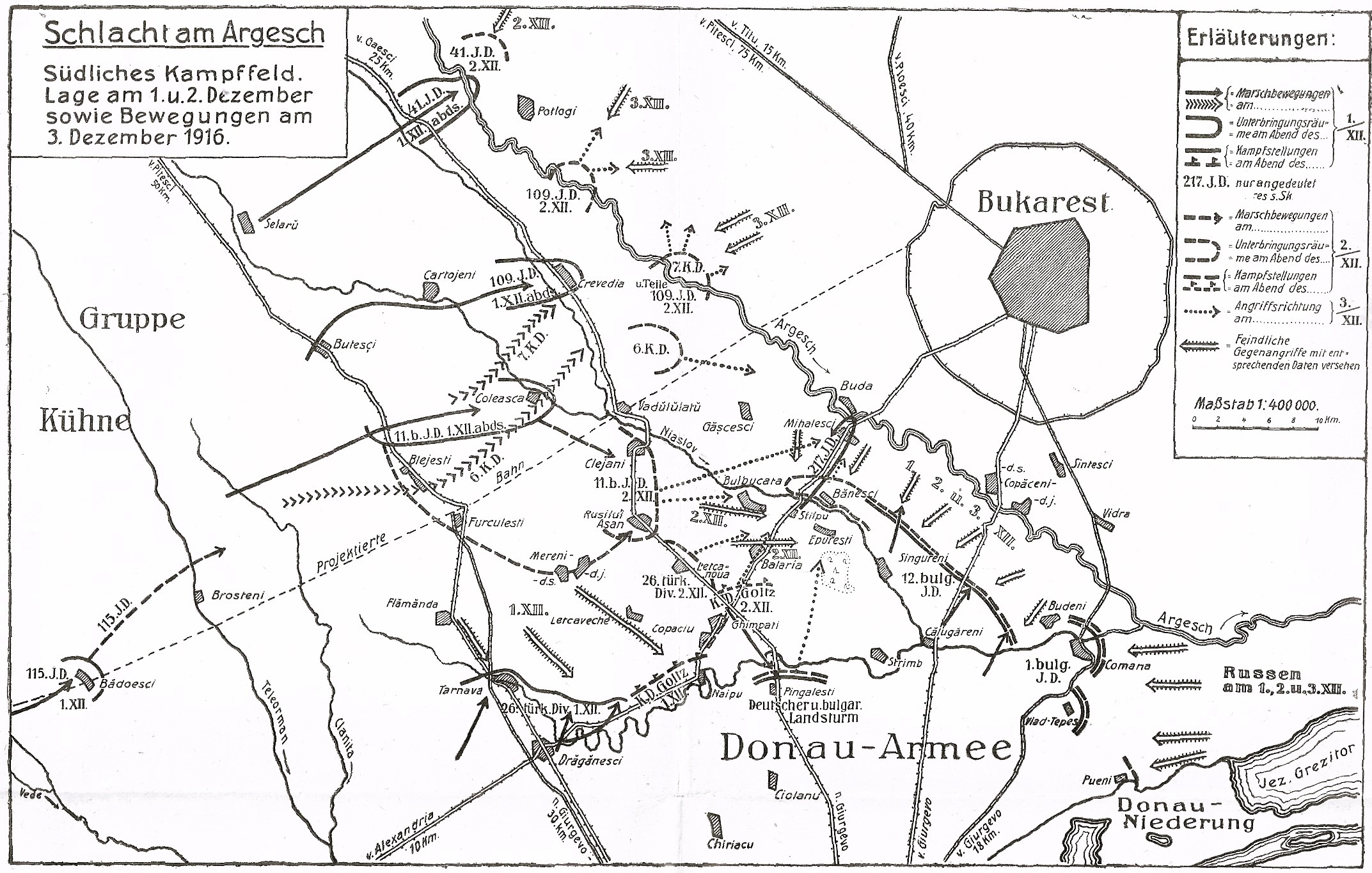
Bataille de l'Argeș

Le gros de l'armée roumaine est alors engagé dans la bataille de l'Argeș face aux armées allemandes et austro-hongroises, commandées par Erich von Falkenhayn, qui arrivent de l'ouest de la Valachie : l'armée du Danube traverse le Teleorman (affluent de la Vedea) le 26 novembre sans rencontrer de résistance. Le 28 novembre, elle livre pour la première fois bataille à Prunaru (ro).

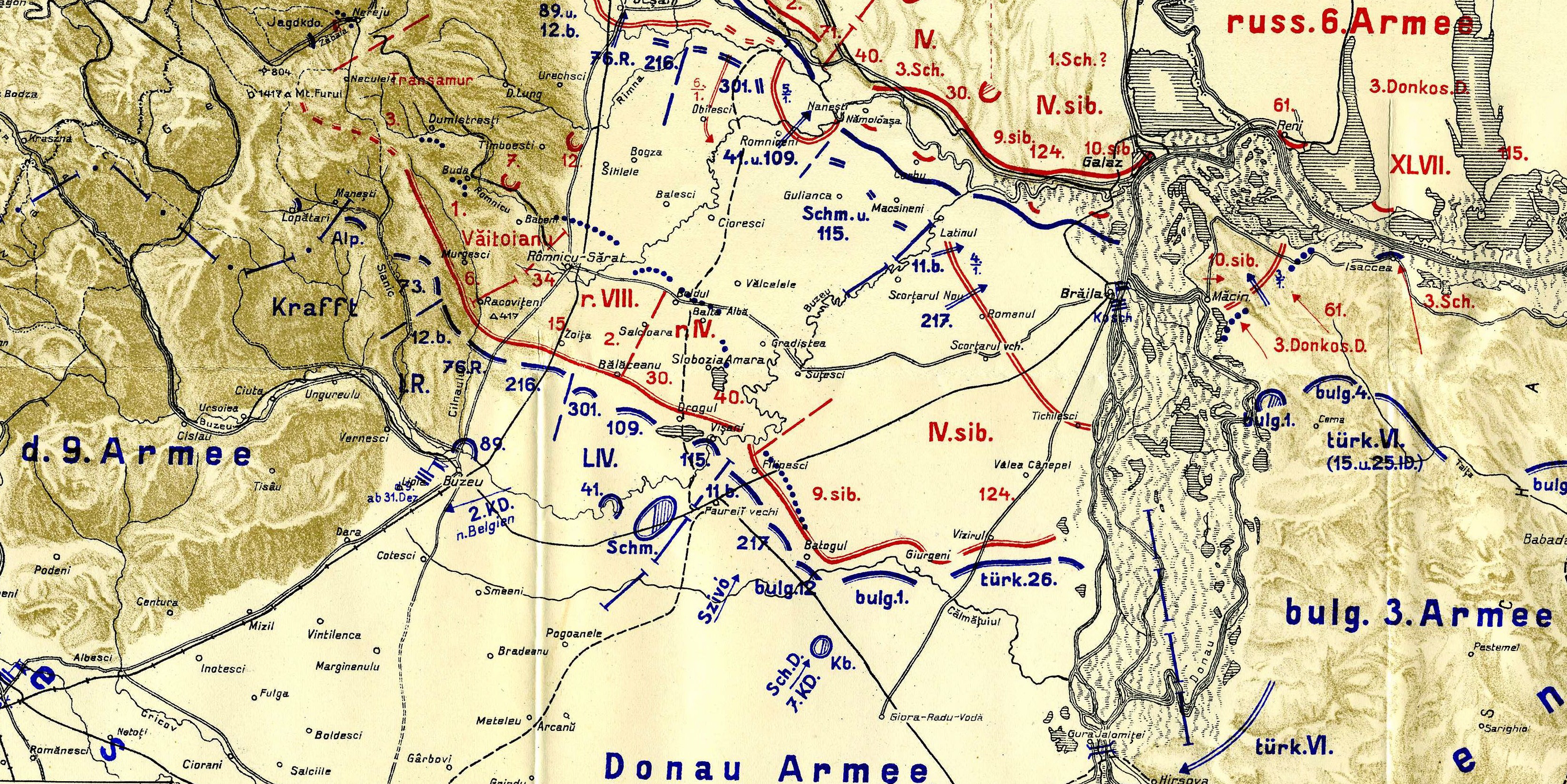
Front roumain au sud de la Moldavie : 9e armée allemande, armée du Danube et 3e armée bulgare face à la 6e armée russe, fin 1916.

La contre-offensive roumaine sur l'Argeș tourne au désastre : l'armée roumaine, prise en tenaille entre l'armée du Danube et le groupe Kühne de la 9e armée allemande, doit battre en retraite en abandonnant Bucarest. Les troupes des Empires centraux entrent dans la capitale roumaine le 6 décembre.
Le 5 janvier 1917, l'armée du Danube prend Brăila et occupe le cours inférieur du Siret, à son confluent avec le Danube. Face à la 6e armée russe et aux restes de l'armée roumaine, elle s'installe dans une guerre de positions, couverte à l'est par la 3e armée bulgare (Stefan Nerezov (en)) et le VIe corps ottoman (Mustafa Hilmi Pacha), au nord-ouest par la 9e armée allemande (Falkenhayn) et les forces austro-hongroises de Transylvanie.

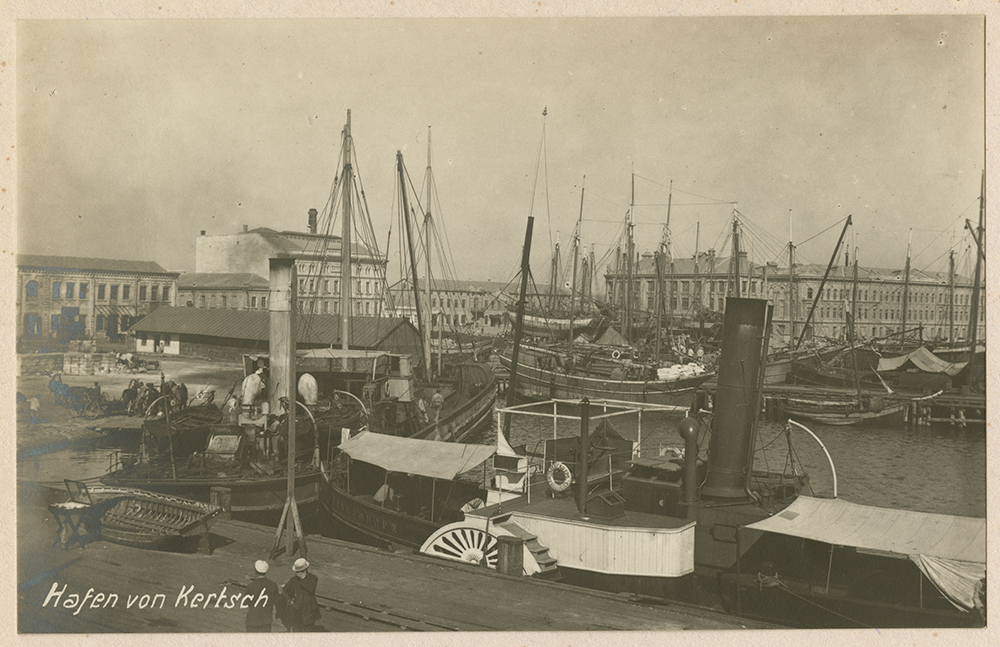
Port de Kertch (Crimée) en 1918.

En mars 1918, l'armée du Danube reprend son nom de 52e corps et participe à l'opération Faustschlag qui permet aux Empires centraux d'occuper l'Ukraine. Le corps comprend alors les unités suivantes :
- 212e division d'infanterie (Max Morgenstern-Döring (de))
- 15e division (en) de Landwehr (Ernst Louis Wilhelm Sack)

Le 52e corps livre plusieurs combats contre l'Armée rouge et occupe la Crimée au début de novembre 1918.
Après l'armistice du 11 novembre 1918, le corps évacue les territoires occupés. Le général Robert Kosch et une partie de ses hommes rejoignent les corps francs de la Garde-frontière Est et participent à la guerre civile russe en Lituanie dans la région de Šiauliai.

### Sources et bibliographie
- (de) Cet article est partiellement ou en totalité issu de l’article de Wikipédia en allemand intitulé « Generalkommando 52 » (voir la liste des auteurs) dans sa version du 8 avril 2018.